# Robert T. Bakker
Robert T. Bakker (* 24. března 1945 v Bergen County, New Jersey) je americký paleontolog a popularizátor přírodních věd. Je známý zejména díky svému velkému podílu na změně pohledu odborné i laické veřejnosti na druhohorní dinosaury v průběhu 70. a 80. let 20. století.

## Význam
Proslavil se na přelomu 60. a 70. let teorií o teplokrevnosti dinosaurů. Bakker byl spolupracovníkem průkopníka v této oblasti, paleontologa Johna Ostroma z Yale. Jako jeden z prvních vytvořil moderní představu o těchto fascinujících druhohorních tvorech. Dříve byli dinosauři obvykle pokládáni za pomalé a těžkopádné „omyly přírody“.
V Bakkerově podání byli dinosauři naopak rychlí, aktivní a pohybliví tvorové s vysokým stupněm metabolismu a sociálního chování. Také byli bezpochyby předchůdci dnešních ptáků (více viz téma Opeření dinosauři). Již v roce 1968 napsal Bakker první studii o možné teplokrevnosti dinosaurů. S touto nejprve převratnou teorií poprvé vstoupil do povědomí veřejnosti v dubnu roku 1975, kdy článek Dinosauří kacířství (Dinosaur heresies) vyšel v časopise Scientific American. Bakkerovo stěžejní dílo je pak stejnojmenná kniha The Dinosaur Heresies ("Dinosauří kacířství") z roku 1986, kde autor uvádí důkazy pro tuto dnes již obecně přijímanou představu o dinosaurech. Bakker se díky této knize stal slavným a uznávaným vědcem, ale i populární osobností se svéráznými rysy. Je také jednou z hlavních postav tzv. Dinosauří renesance.

## Zajímavosti
Bakker také (stejně jako jeho paleontologický kolega Jack Horner) působil jako poradce při natáčení velkofilmu Jurský park. V pokračování tohoto velkofilmu (Ztracený svět: Jurský park) je pak ztvárněn jako karikatura Bakkera „Dr. Robert Burke“, kterého blízko závěru filmu pozře dospělý Tyrannosaurus. Právě o populárním druhu Tyrannosaurus rex Bakker v 70. a 80. letech uváděl, že dokázal běhat rychlostí až kolem 45 mil za hodinu (72 km/h), což je však patrně značně přehnané.
Zajímavostí také je, že Bakker je kreacionista (věřící ve stvoření světa) a působí jako kazatel jedné západoamerické církve (Pentecoastal preachers). Je také zastáncem tzv. Teistické evoluce.
Kromě toho napsal Bakker také román z období druhohor pod názvem Raptor Red (u nás Červený raptor), který popisuje rok života jedné samice dravého dinosaura rodu Utahraptor. Vytvořil poutavý příběh založený na interakcích jednotlivých dinosauřích druhů, žijících před 120 milióny lety v oblasti Utahu, aniž by jim přitom propůjčoval lidskou řeč či lidské vlastnosti.
Robert T. Bakker se pokusil stanovit lebku uznávaného amerického paleontologa Edwarda D. Copea typovým exemplářem druhu Homo sapiens, nikdy však tento svůj záměr platně neuveřejnil.